# پرووو (ولادیمیرتسی)
پرووو (به صربی: Provo) یک منطقهٔ مسکونی در صربستان است.